# UFC 293
UFC 293: Adesanya vs. Strickland fue un evento de artes marciales mixtas producido por Ultimate Fighting Championship que tuvo lugar el 10 de septiembre de 2023 en el Qudos Bank Arena en Sídney, Nueva Gales del Sur, Australia.

## Antecedentes
El evento marcó la sexta visita de la promoción a Sídney y la primera desde UFC Fight Night: Werdum vs. Tybura en noviembre de 2017.
El combate por el Campeonato de Peso Medio de la UFC entre el actual bicampeón Israel Adesanya y Sean Strickland encabezó el evento. Jared Cannonier sirvió como respaldo y potencial reemplazo para el combate.
Se esperaba un combate de peso mosca femenino entre Casey O'Neill y Viviane Araújo para este evento. Sin embargo, O'Neill se retiró debido a una lesión y fue sustituida por Jennifer Maia, aplazándose el nuevo combate para UFC Fight Night: Grasso vs. Shevchenko 2.
Se esperaba un combate de peso mosca entre Kai Kara-France y Manel Kape para este evento. Sin embargo, Kara-France se retiró tras sufrir una conmoción cerebral en un entrenamiento. Fue sustituido por Felipe dos Santos.
Se esperaba un combate de peso ligero entre Nasrat Haqparast y Sam Patterson para UFC Fight Night: Gane vs. Spivak. Sin embargo, Patterson se retiró por problemas de salud. Fue sustituido por Landon Quinones, que había competido previamente en The Ultimate Fighter: Team McGregor vs. Team Chandler a principios de año, y el emparejamiento se trasladó a este evento.
En el pesaje, Shane Young pesó 149.75 libras, tres libras y tres cuartos por encima del límite de peso pluma. Su combate se celebró en el peso acordado y se le impuso una multa del 30% de su bolsa, que fue a parar a manos de su oponente Gabriel Miranda.

## Resultados
1. ↑  Por el Campeonato de Peso Medio de la UFC.

## Premios de bonificación
Los siguientes luchadores recibieron bonificaciones de $50000 dólares.
- Pelea de la Noche: Manel Kape vs. Felipe dos Santos
- Actuación de la Noche: Sean Strickland y Justin Tafa